# 40. Sinfonie (Haydn)
Die Sinfonie F-Dur Hob. I:40 komponierte Joseph Haydn im Jahr 1763. Insbesondere der zweite und vierte Satz werden in der Literatur hervorgehoben.

## Allgemeines

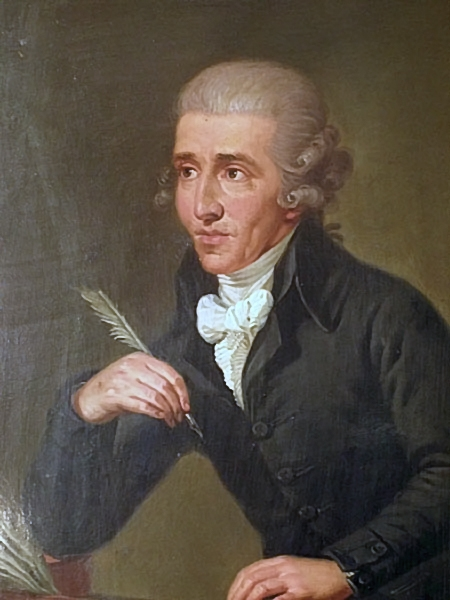
Joseph Haydn (Gemälde von Ludwig Guttenbrunn, um 1770)

Ebenfalls sicher im Jahr 1763 entstanden die Sinfonien Nr. 12 und Nr. 13. Möglicherweise komponierte Haydn die Sätze der Sinfonie Nr. 40 ursprünglich getrennt voneinander, was Unterschiede in den verwendeten Papiersorten und Unterschiede in den Stilen der Sätze (die Sätze 1 und 3 mit sinfonischem Stil im Gegensatz zu den Sätzen 2 und 4) andeuten.
Insbesondere die Sätze 2 und 4 werden in Literaturbesprechungen besonders hervorgehoben (siehe dort). Anthony Hodgson lobt die Sinfonie insgesamt als „besonders originelles Werk“.

## Zur Musik
Besetzung:  zwei Oboen, zwei Hörner, zwei Violinen, Viola, Cello, Kontrabass. Zur Verstärkung der Bass-Stimme wurden damals auch ohne gesonderte Notierung Fagott und Cembalo eingesetzt, wobei über die Beteiligung eines Cembalo-Continuos in der Literatur unterschiedliche Auffassungen bestehen.
Aufführungszeit:  ca. 17 Minuten (je nach Tempo und Einhalten der vorgeschriebenen Wiederholungen).
Bei den hier benutzten Begriffen der Sonatensatzform ist zu berücksichtigen, dass dieses Schema in der ersten Hälfte des 19. Jahrhunderts entworfen wurde (siehe dort) und von daher nur mit Einschränkungen auf ein Werk von 1763 übertragen werden kann. – Die hier vorgenommene Beschreibung und Gliederung der Sätze ist als Vorschlag zu verstehen. Je nach Standpunkt sind auch andere Abgrenzungen und Deutungen möglich.

### Erster Satz: Allegro
F-Dur, 3/4-Takt, 139 Takte

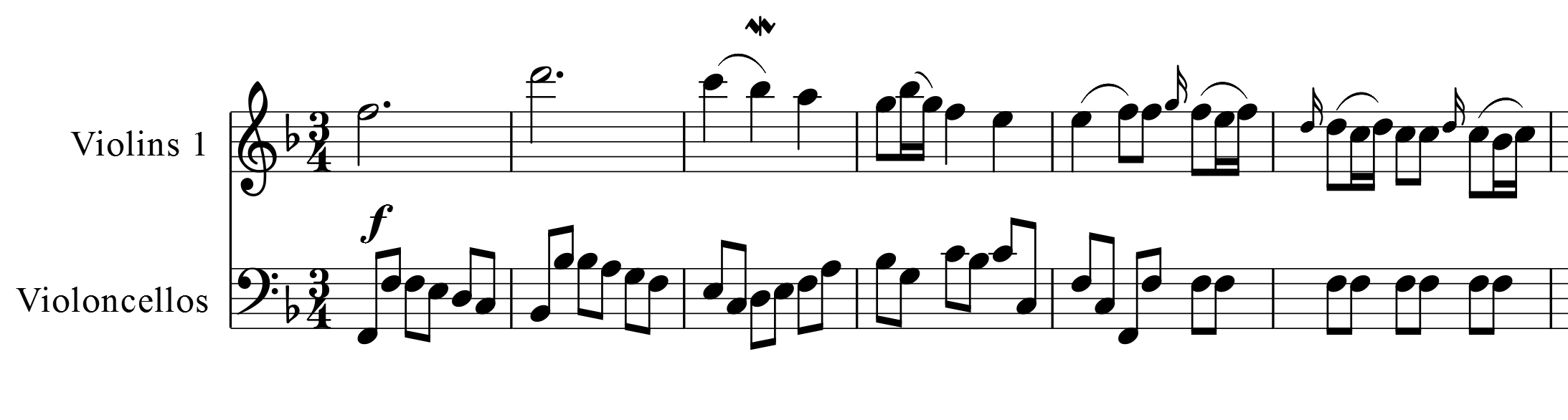
Beginn des Allegro

Das kräftige Hauptthema (Takt 1–5) in den stimmführenden Oboen und Violinen besteht aus der aufsteigenden Sexte F – D in ganztaktigen Noten (Takt 1 und 2), die von einer Figur im Umfang einer fallenden Sexte (C – E) beantwortet wird (Takt 3 bis 5). Diese Antwort ist durch einen Mordent und den Rhythmus mit Achteln und Sechzehnteln aufgelockert. Viola und Bass begleiten mit fortlaufender Achtelbewegung, die fast den ganzen Satz über anhält und wesentlich zu dessen Impuls beiträgt.
Die folgende Passage, die sich ab Takt 5 nahtlos anschließt, ist durch ihre doppelschlagähnliche Sechzehntelfloksel geprägt: Zunächst bildet das „Doppelschlagmotiv“ durch Aneinanderreihung eine fallende Linie (wiederum im Umfang einer fallenden Sexte F – A), anschließend ist es auftaktiger Bestandteil eines neuen Motivs (ab Takt 9), das neben einem „Liegeton“ (punktiertes Viertel) einen weiteren Mordent aufweist. Dieses Motiv wird echohaft im Piano wiederholt. Ab Takt 15 wechselt Haydn mit etwas Chromatik zur Dominante C-Dur, in der nun der Kopf des Hauptthemas als Variante in der stimmführenden 1. Oboe und 1. Violine erklingt (2. Oboe und übrige Streicher begleiten mit Achtelketten). Diese geht über in ein Motiv mit dreifacher Tonrepetition und auf-absteigender Bewegung. Nach dem Kurzauftritt des Doppelschlagmotivs und weiteren fallenden Sechzehntelketten kommt die bis dahin nahtlos vorantreibende Bewegung als Kadenz auf der Doppeldominante G-Dur im Pianissimo und mit Generalpause kurzfristig zur Ruhe.
Darauf setzt sich die vorwärtsdrängende Bewegung in C-Dur weiter fort, nun sogar noch etwas energischer: anfangs im Staccato und bekräftigt durch Akkordschläge, dann als Motiv mit großen Intervallsprüngen der Violinen. Ein Frage-Antwort Motiv im Dialog der Oboen (mit 2. Violine) und der 1. Violine beendet die Exposition.
Die Durchführung verarbeitet insbesondere Elemente vom Hauptthema und das Doppelschlagmotiv: Zunächst setzt eine Variante entsprechend den ersten elf Takten des Satzanfangs ein. Das Thema tritt dabei in Moll mit beginnender Terz abwärts (anstelle Sexte aufwärts) auf, und der „Liegeton“ (punktiertes Viertel vom Motiv ab Takt 10/11) ist als Akzent betont. Ein weiterer Auftritt des Themas beginnt in der Subdominante B-Dur und sequenziert die Figur aus Takt 3 (dort mit Mordent, nun ohne) aufwärts. Der dritte Themeneinsatz in g-Moll führt zum Doppelschlagmotiv, das von auftaktigen Tonrepetitionen im punktierten Rhythmus scharf unterbrochen wird, begleitet vom Tremolo der 2. Violine. Energische große Intervallsprünge (ähnlich Takt 41) führen zu einer ruhigeren Piano-Passage, bei der die 2. Violine mit dem Doppelschlagmotiv stimmführend ist.
Die Reprise ab Takt 89 ist weitgehend wie die Exposition strukturiert. Jedoch ist der Abschnitt mit dem dreifachen Tonrepetitionsmotiv aus Takt 24 durch eine im Dialog der Violinen fallende Sequenz ersetzt, und die Passage mit den energischen Intervallsprüngen aus Takt 24 ist ausgedehnter gestaltet. Exposition sowie Durchführung und Reprise werden wiederholt.

### Zweiter Satz: Andante più tosto Allegretto
B-Dur, 2/4-Takt, 110 Takte

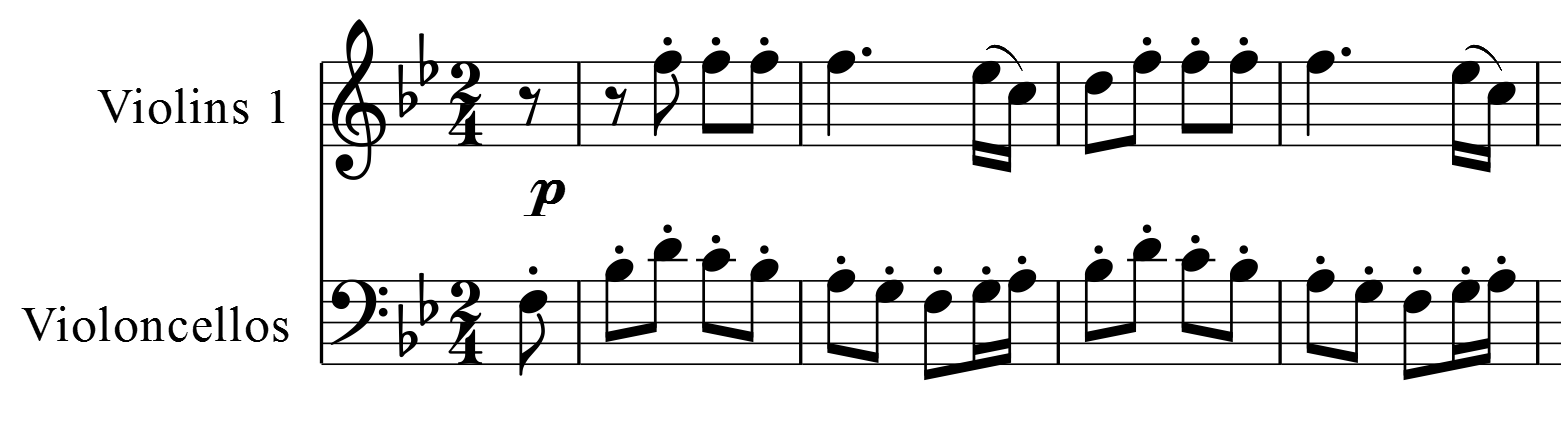
Beginn des Andante

Der Satz ist nur für Streicher und zweistimmig gehalten: Die parallel geführten Violinen haben die Stimmführung, Viola und Bass begleiten mit kontinuierlicher Staccato-Begleitung in gleichmäßigen Achteln, wobei regelmäßig zwei Sechzehntel am Taktende eingeschaltet sind. Der ganze Satz steht durchweg im Piano und basiert auf zwei Motiven / Floskeln, die im ersten Thema (Takt 1–7) vorgestellt werden: Tonrepetition in Achteln und auftaktige Terzfloskel in Sechzehnteln (parallel zum Sechzehntelrhythmus im Bass). Bereits in der ersten Themenhälfte treten beide Floskeln auf, die zweite Hälfte ist durch die Terzfloskel geprägt. Anschließend wird das Thema eine Oktave tiefer wiederholt (Takt 8–14).
Im weiteren Satzverlauf treten nun weitere Motive / Floskeln hinzu, die man sich aus den zwei Grundbausteinen aufgebaut denken kann: Die Passage bis Takt 21 ist in der Stimmführung durch Tonrepetition, auftaktlose Terz aufwärts in Achteln und fallende Linie mit Sechzehntel-Rhythmus gekennzeichnet, ab Takt 22 wechselt Haydn mit der Terz-Floskel (wiederum als Terz aufwärts und in Achteln) zur Dominante F-Dur, und ab Takt 25 entwickelt sich aus einer auftaktigen, fallenden Quinte (als Variante der Terzfloskel) erst ein zweitaktiges, dann ein viertaktiges Motiv mit Tonrepetition und der fallenden Linie. Zum Schluss der Exposition dominiert wieder die Terzfloskel.
Die Durchführung beginnt mit dem Hauptthema in der Dominante F-Dur, dann bricht das Geschehen zunächst mit einer Generalpause ab. Ein Neuansatz bringt das Thema in der Tonikaparallelen g-Moll, dann folgt die Terzfloskel-Passage entsprechend Takt 22 und anschließend wie in der Exposition das sich aus der fallenden Quinte entwickelnde viertaktige Motiv.
Die Reprise setzt in Takt 79 ein und ist gegenüber der Exposition variiert. So hat das Hauptthema eine etwas andere Gestalt, und gleich darauf folgt die Terzfloskel-Passage analog Takt 22, die nun jedoch mit dem sich aus der fallenden Quinte entwickelnden Motiv verwoben ist.
Der Satz wird in Rezensionen oft hervorgehoben, wobei die Rolle des Cembalos unterschiedlich beurteilt wird:

„Der nur für Streicher bestimmte Satz ist durchweg zweistimmig gehalten (…). Für die Ausfüllung der Harmonie hat das Cembalo zu sorgen, dessen Mitwirkung hier wie in allen früheren Haydn-Sinfonien unerlässlich ist.“

„Besondere Aufmerksamkeit verdient der zweite Satz, worin die Violinen von einem in abgesetzten Staccato-Noten ‚gehenden‘ Bass begleitet werden – ein wahres Kabinettstück in seiner meisterhaft-ironischen Anwendung der alten barocken Basso-continuo-Praxis.“

„(…) Haydn schrieb zunächst nur ‚Allegretto‘ – ist für Streicher allein in karger zweistimmiger Harmonik geschrieben, ‚sempre staccato e piano‘, hauptsächlich in kurzen, auf wiederholten Noten beruhenden Motiven und Tonfolgen. (Es wäre eine Sünde, diesen einmaligen Klang durch ein Tasteninstrument-Continuo zu verunstalten.) War es dazu gedacht, auf ‚verschwörerische‘ Vorgänge anzuspielen?“

Howard Chandler Robbins Landon assoziiert den Satz mit der „Sommernachtstraum“- Musik von Felix Mendelssohn Bartholdy.

### Dritter Satz: Menuet
F-Dur, 3/4-Takt, mit Trio 68 Takte
Das wohlproportionierte, vollklingende Menuett mit einem „Anflug alpenländischer Melodik“ ist geprägt durch seine gleichmäßige Bewegung aus abgesetzten Achteln und Vierteln, wobei die durchlaufende Achtelbewegung teilweise im Wechsel von Ober- und Unterstimmen auftritt. Das achttaktige Thema besteht aus einer aufsteigenden, ausholenden Wendung mit dreifacher Tonrepetition und einer Schlusswendung, die echohaft im Piano eine Oktave tiefer wiederholt wird. Eine Variante des aufsteigenden Themenkopfes geht in eine chromatisch fallende Linie über.
Der zweite Teil beginnt mit dem Tonrepetitionsmotiv, unterbrochen von einem Sechzehntelroller. Eine Piano-Passage mit durchgehender Achtelbewegung führt bereits nach acht Takten zurück zum Hauptthema. Die Schlusswendung vom Thema wird nun nicht wiederholt, sondern geht als Variante mit Triole gleich in die chromatisch fallende Linie über.
Im Trio (ebenfalls F-Dur) treten die Bläser solistisch hervor: Zunächst sind die Hörner stimmführend, dann die Oboen, die die Melodie mit Triolenanreicherung fortführen. Zu Beginn des zweiten Teils sind zunächst die Oboen, dann die Hörner stimmführend mit einer Variante vom Triolenmotiv, beim Wiederaufgreifen des Hauptthemas spielen Oboen und Hörner zusammen. Die Streicher begleiten pianissimo, die Violinen verdoppeln dabei die Stimmführung der Bläser. Es gibt eine Abschrift, in dem nur Oboen, Fagott und Hörner spielen.

### Vierter Satz: Fuga – Allegro
F-Dur, 2/2-Takt (alla breve), 198 Takte

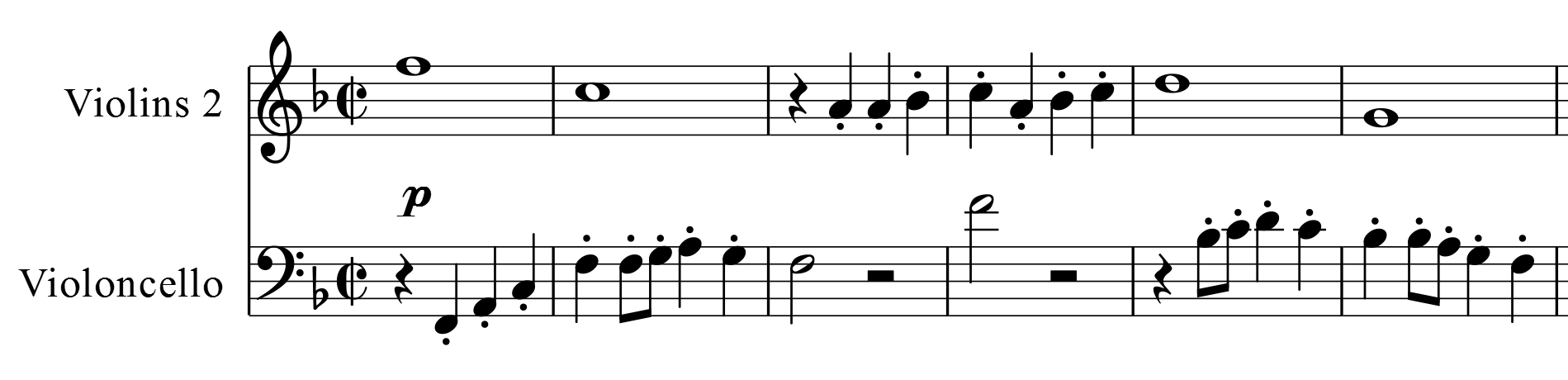
Fugenthema mit Kopfmotiv (fallende Quarte bzw. Quinte) und Viertelmotiv

Es wird folgende Struktur vorgeschlagen (zur Fugenform siehe auch die Literaturzitate unten):
- Exposition der Fuge: Zu Beginn des Satzes stellt die 2. Violine das Thema vor, begleitet vom Kontrapunkt in Viola und Bass. Das Thema besteht zwei verschiedenen Bausteinen: eine Quarte bzw. Quinte in ganztaktigen Noten abwärts, dann eine auf dem zweiten Viertel des Taktes einsetzende Bewegung im Staccato. Dieses gegensätzliche Paar wird abwärts sequenziert. Der Kontrapunkt ist dabei nahezu spiegelbildlich zum Thema strukturiert: Auf einer Staccato-Abfolge in Vierteln und Achteln folgt ein Oktavsprung aufwärts in halben Noten, wobei sich durch eine Pause das Intervall wie beim Thema auf zwei Takte verteilt. Der Themeneinsatz in der Oberstimme erfolgt in Takt 15 durch die 1. Violine von C aus (also eine Quinte höher als am Satzanfang, „Comes“), dazu spielt die 2. Violinen den Kontrapunkt (übrige Instrumente schweigen). In Takt 29 setzt forte das ganze Orchester ein, der Bass (Unterstimme) von F aus mit dem dritten Themeneinsatz. Dazu spielen 1. Oboe und 1. Violine eine Gegenstimme 1 (als abwärts sequenzierte Linie), 2. Oboe und 2. Violine eine Gegenstimme 2 (passt sich der Gegenstimme 1 an), die Viola eine Gegenstimme 3 (geht in das Thema über).
- Zwischenspiel 1 (ab Takt 54): Viola und Oboen spielen versetzt den Themenkopf, der Bass das Viertelmotiv vom Thema, die Violinen abwechselnd das Viertelmotiv und Tremolo.
- Themeneinsatz in der 1. Violine in B-Dur (ab Takt 64, ab Takt 62 bereits Kopfmotiv im Bass).
- Zwischenspiel 2 (ab Takt 77) mit fallender Linie in den Oberstimmen.
- Abschnitt mit Verarbeitung des Kopfmotives vom Thema, dazu eine Variante vom Kontrapunkt (ab Takt 84), anschließend Themeneinsatz in der 1. Violine von g-Moll aus, dann Aufwärts-Sequenzierung (anstatt vorher abwärts), Kontrapunkt in den übrigen Streichern.
- Zwischenspiel 3 (ab Takt 109) mit dem Themenkopf, dem Kopf vom Kontrapunkt und Achteltremolo.
- Abschnitt mit Verarbeitung des Kopf- und Viertelmotivs vom Thema (ab Takt 124), anschließend Themeneinsatz in 1. Oboe und 1. Violine in F-Dur, versetzt dazu in 2. Oboe und 2. Violine (ab Takt 133).
- Zwischenspiel 4 (ab Takt 147) ähnlich Zwischenspiel 1: Viola und Oboen spielen versetzt den Themenkopf, der Bass das Viertelmotiv vom Thema, die Violinen abwechselnd das Viertelmotiv und Tremolo.
- Themeneinsatz in 1. Violine in F-Dur (ab Takt 161), dann mit Achtelläufen Wechsel zum Orgelpunkt im Bass. Anschließend staut sich die Bewegung der Violinen in Syknopen, während Viola und Bass ein rhythmisch markantes Motiv spielen.[5] Mit einem „machtvollen Unisono“[5] beendet Haydn den Satz.

Beispiele von Literaturaussagen:

„Das Fugenthema, das gleich zu Anfang zusammen mit einer Gegenstimme auftritt, könnte fast dem 'Gradus ad parnassum' – dem kanonischen Kontrapunktlehrbuch Johann Joseph Fux- entnommen sein, doch bewundernswert ist es, wie Haydn es durch minimale Kunstgriffe versteht, die barocke Fugenform den Erfordernissen eines Symphoniefinales anzupassen.“

„Trotz aller Reverenz vor den alten kontrapunktischen Spielregeln hat diese Fuge nur noch wenig mit dem zu tun, was die Meister des Barock darunter verstanden (…). Unüberhörbar ist der ‚stile antico‘, als den man die kontrapunktische Schreibweise inzwischen ansah, durchdrungen von einem neuen, stürmischen Ausdruckswillen, von ‚haydnschem‘ Impetus.“

„Das Finale ist die einzige regelrechte Fuge in Haydns sinfonischem Oeuvre (…). Selbst dieser Satz umfasst gelegentliche Passagen mehr oder weniger homophoner Struktur, doch das Subjekt (oder zumindest sein abwärts hüpfendes Kopfmotiv) wird nie aus den Augen gelassen, so dass sich der gesamte Satz in der Tat einer Fuge gemäß aus seinem Thema ergibt. Obwohl er vor kontrapunktischen Kunstgriffen, insbesondere vor Stretta-Passagen nur so strotzt, behält er eine launige, vorwärts treibende Atmosphäre bei, die seiner Funktion als Finale entspricht.“

„In den Finalsätzen der Sinfonien 13, 14 und 40, alle vielleicht nicht zufällig im Jahre 1763 entstanden, begegnen zumindest Ansätze zu fugischer Themenverarbeitung. In Sinfonie 40 ist der letzte Satz ausdrücklich ‚Finale-Fuga‘überschrieben. Zu verstehen ist diese Betitelung wohl als Hinweis auf die sehr intensive kontrapunktische Durchformung des Satzes, denn um eine regelrechte Fuge handelt es sich keineswegs. Das sehr ausgedehnte, aus zwei gegensätzlichen Motiven bestehende Thema wird nur zu Beginn über einer Gegenstimme in den Bässen in mehreren Stimmen exponiert. Im weiteren Verlauf des Satzes erscheint es stets in starker Verkürzung, ohne regulär beantwortet zu werden.“